# 拉曼杜的女兒
拉曼杜的女兒（英語：Ramandu's daughter）是英國作家C·S·路易斯的《納尼亞傳奇》系列小說裡的一名虛構角色，在電影《納尼亞傳奇：黎明行者號》裡被命名為Lilliandil。《黎明行者號》一書裡，她幫助賈思潘國王和黎明行者號的船員們打破了三位納尼亞勳爵沉睡的魔咒，終和賈思潘成婚，生下一個名叫瑞廉的兒子。《銀椅》裡她被以蛇型態出現的綠衣女士所殺害。
學者科林·杜瑞茲認為，路易斯創作這個角色的靈感可能是源自於托爾金中土大陸傳說故事集裡的精靈角色，特別是與人類結婚的露西安與亞玟。

## 小說情節
《黎明行者號》裡，拉曼杜的女兒被描繪成一位年輕而美麗的少女，有著一頭黃色長髮，穿著藍色的衣服。她的父親拉曼杜是一顆退隱的星辰。
在賈斯潘國王與黎明行者號的船員抵達拉曼杜島後的當晚，拉曼杜的女兒出現向眾人表示問候，並解釋了亞斯藍餐桌旁三位納尼亞勳爵為何沉睡的原因。當賈思潘一見到她時便似乎愛上了對方，並向其談到《睡美人》的童話故事，建議用親吻她來解決那三位勳爵的沉睡魔咒，但拉曼杜的女兒卻說在這裡必須要先打破魔咒才能親吻公主，她的父親拉曼杜隨後向眾人講解了如何破除魔咒的方法。在黎明行者號離開拉曼杜島、航向世界的盡頭前，賈思潘向拉曼杜的女兒承諾完成任務後必會回來與她相見。在賈思潘完成任務後，拉曼杜的女兒與之成婚，同時成為納尼亞的王后。
《銀椅》裡，拉曼杜的女兒被化身為蛇型態的綠衣女士殺害。

## 電影
在2010年電影《納尼亞傳奇：黎明行者號》裡，由澳洲女演員勞拉·布倫特飾演拉曼杜的女兒此一角色。這個角色被賦予「Lilliandil」的名字，由路易斯的繼子道格拉斯·葛瑞罕親自命名。

## 外部連結
- 互联网电影数据库上拉曼杜的女兒的资料（英文）
- 拉曼杜的女兒 （页面存档备份，存于）在納尼亞傳奇維基上的條目（英文）